# Scottish Football League 1917-1918
La Scottish Football League 1917-1918 è stata la 28ª edizione della massima serie del campionato scozzese di calcio, disputato tra il 18 agosto 1917 e il 20 aprile 1918 e concluso con la vittoria dei Rangers al loro nono titolo.
Capocannoniere del torneo è stato Hughie Ferguson (Motherwell) con 35 reti.

## Stagione

### Novità
A causa dei problemi logistici influenzati dalla prima guerra mondiale in corso, i club più a nord, ossia Aberdeen, Dundee e Raith Rovers non riuscirono a far fronte alle spese per le trasferte e si videro costretti a non iscriversi al campionato. Queste tre defezioni spinsero la SFL ad ammettere in Football League l'esordiente Clydebank al fine di mantenere un numero pari di squadre partecipanti, che si ridusse a 18.

### Avvenimenti
Il campionato si decise all'ultima giornata, in quanto Celtic e Rangers erano a pari punti prima dell'ultima partita. Gli azzurri sconfissero il Clyde 2-1 e conquistarono il titolo passando davanti ai biancoverdi, che invece pareggiarono in casa contro il Motherwell (1-1).

## Classifica finale
Fonte:
|  | Pos. | Squadra             | Pt | G  | V  | N  | P  | GF | GS |
|  | ---- | ------------------- | -- | -- | -- | -- | -- | -- | -- |
|  | 1.   | Rangers             | 56 | 34 | 25 | 6  | 3  | 66 | 24 |
|  | 2.   | Celtic              | 55 | 34 | 24 | 7  | 3  | 66 | 26 |
|  | 3.   | Kilmarnock          | 43 | 34 | 19 | 5  | 10 | 69 | 41 |
|  | 3.   | Morton              | 43 | 34 | 17 | 9  | 8  | 53 | 42 |
|  | 5.   | Motherwell          | 41 | 34 | 16 | 9  | 9  | 70 | 51 |
|  | 6.   | Partick Thistle     | 40 | 34 | 14 | 12 | 8  | 51 | 37 |
|  | 7.   | Queen's Park        | 34 | 34 | 14 | 6  | 14 | 64 | 63 |
|  | 7.   | Dumbarton           | 34 | 34 | 13 | 8  | 13 | 48 | 49 |
|  | 9.   | Clydebank           | 33 | 34 | 14 | 5  | 15 | 55 | 56 |
|  | 10.  | Hearts              | 32 | 34 | 14 | 4  | 16 | 41 | 58 |
|  | 11.  | St. Mirren          | 29 | 34 | 11 | 7  | 16 | 42 | 50 |
|  | 12.  | Hamilton Academical | 28 | 34 | 11 | 6  | 17 | 52 | 63 |
|  | 13.  | Third Lanark        | 27 | 34 | 10 | 7  | 17 | 56 | 62 |
|  | 13.  | Falkirk             | 27 | 34 | 9  | 9  | 16 | 38 | 58 |
|  | 15.  | Airdrieonians       | 26 | 34 | 10 | 6  | 18 | 46 | 58 |
|  | 16.  | Hibernian           | 25 | 34 | 8  | 9  | 17 | 42 | 57 |
|  | 17.  | Clyde               | 20 | 34 | 9  | 2  | 23 | 37 | 72 |
|  | 18.  | Ayr Utd             | 19 | 34 | 5  | 9  | 20 | 32 | 61 |

Legenda:
      Campione di Scozia.
Regolamento:
Due punti a vittoria, uno a pareggio, zero a sconfitta.
Vigeva il pari merito. In caso di arrivo a pari punti per l'assegnazione del titolo era previsto uno spareggio.